# ياسوأكي أوكاموتو
ياسوأكي أوكاموتو (باليابانية: 岡本 賢明) (9 أبريل 1988 في كوماموتو في اليابان – )؛ هو لاعب كرة قدم ياباني سابق كان يلعب كلاعب وسط.

## وصلات خارجية
- ياسوأكي أوكاموتو على موقع رابطة كرة القدم اليابانية للمحترفين (اليابانية)
- ياسوأكي أوكاموتو على موقع قاعدة بيانات كرة القدم.إي يو (الإنجليزية)
- ياسوأكي أوكاموتو على موقع Soccerway.com (الإنجليزية)
- ياسوأكي أوكاموتو على موقع عالم كرة القدم.نت (الإنجليزية)